# European Parliamentary Technology Assessment

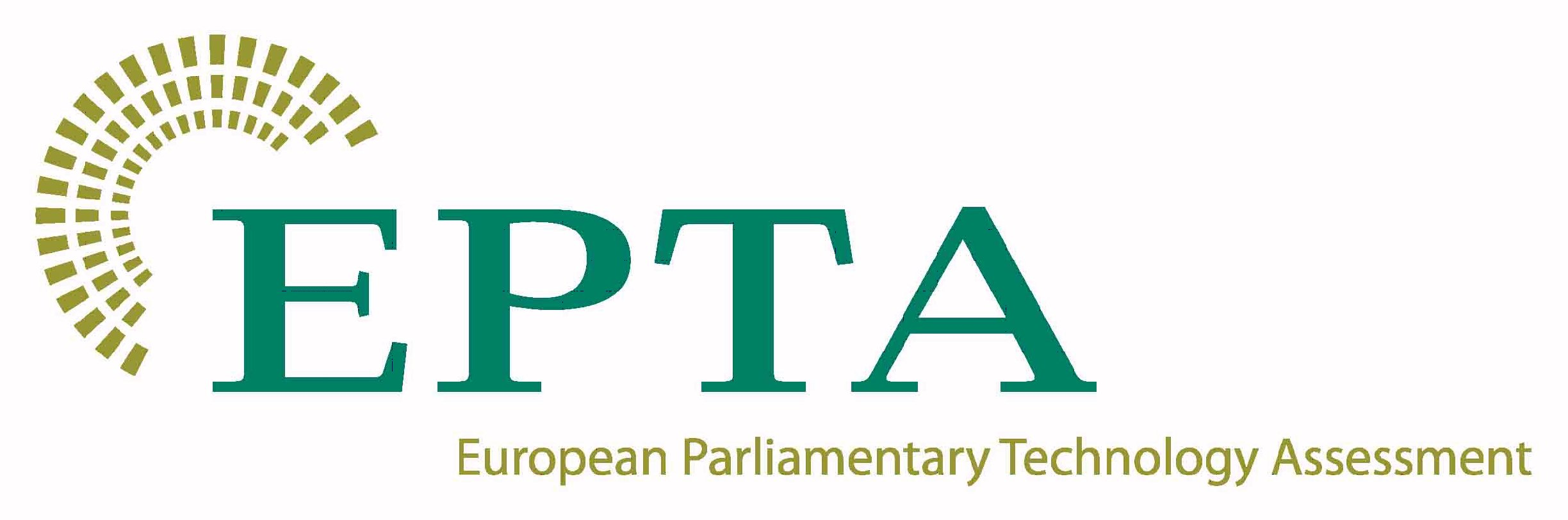
EPTA-Logo

European Parliamentary Technology Assessment (EPTA) in Brüssel ist ein Netzwerk von Einrichtungen der Technikfolgenabschätzung (TA), die auf die Beratung von Parlamenten in Europa spezialisiert sind.

## Ziele
Die EPTA-Partner beraten Parlamente in Hinblick auf mögliche gesellschaftliche, wirtschaftliche und Umweltfolgen neuer Wissenschaften und Technologien. Das Ziel besteht darin, unparteiische Analysen und Berichte von höchster Qualität zu Entwicklungen wie z. B. Bioethik und Biotechnologie, Public Health, Umwelt- und Energiefragen, Informations- und Kommunikationstechnologie, Forschung und Entwicklung zu liefern. Diese Tätigkeit wird als Beitrag zur demokratischen Kontrolle von wissenschaftlichen und technischen Innovationen gesehen. Die Wurzeln liegen in den 1970er Jahren im Office of Technology Assessment (OTA) des US-Kongresses. EPTA fördert Technikfolgenabschätzung (TA) als integralen Bestandteil der Politikformulierung im parlamentarischen Entscheidungsfindungsprozess in Europa und stärkt die Vernetzung der europäischen TA-Einrichtungen.

## Geschichte und Organisation
Das Netzwerk wurde 1990 formell auf Initiative des britischen parlamentarischen TA-Büros (Parliamentary Office of Science and Technology – POST) unter dem Patronat des damaligen Präsidenten des Europäischen Parlaments, Enrique Barón Crespo, gegründet. Das Netzwerk hat eine leichte Struktur, geführt vom EPTA-Rat und Treffen der Direktoren der EPTA-Partnerinstitutionen. Der EPTA-Rat ist das Entscheidungsgremium des Netzwerks und besteht aus Abgeordneten bzw. Vertretern der Beiräte der jeweiligen EPTA-Mitgliedsorganisation. Der Rat entscheidet über organisatorische Belange wie zum Beispiel Mitgliederangelegenheiten. Die Präsidentschaft rotiert jährlich zwischen den Vollmitgliedern. Die jeweilige Vorsitzorganisation koordiniert die Aktivitäten des Netzwerks und richtet die jährliche EPTA-Konferenz, die Sitzung des Rates und das Treffen der Direktoren aus.

## Mitglieder
Parlamentarische TA ist auf verschiedene Arten institutionalisiert: Das reicht von permanenten parlamentarischen Ausschüssen für TA, über spezielle TA-Einrichtungen, die Teil der jeweiligen Parlamentsverwaltung sind, bis zu unabhängigen Institutionen, die ein Mandat als ständiges parlamentarisches Beratungsgremium haben. Die Mitglieder sind europäische Einrichtungen, die TA-Studien für Parlamente ausführen. Vollmitgliedschaft kann einer Einrichtung gewährt werden, die in Europa tätig ist, der Technikfolgenabschätzung oder verwandter Themen gewidmet ist, die einem (supra-nationalen, nationalen oder regionalen) Parlament dient, ein eigenes Budget und Sekretariat hat, sowie ein Arbeitsprogramm durchführt, was auch Veröffentlichungen zu wissenschaftlichen und technischen Themen umfasst. Assoziierte Mitglieder sind TA-Einrichtungen, die zwar ein TA-Programm haben und die Ressourcen, es durchzuführen, aber andere Kriterien für die Vollmitgliedschaft nicht erfüllen. Assoziierte werden in alle EPTA-Aktivitäten einbezogen, sind aber nicht im EPTA-Rat vertreten. Weitere Einrichtungen, die sich für die Arbeit von EPTA interessieren, können Beobachterstatus erhalten.
Derzeit gibt es 14 Vollmitglieder:
- Scientific and Technological Options Assessment (STOA), Europäisches Parlament[2]
- Tulevaisuusvaliokunta - Committee for the Future, Finnisches Parlament[3]
- Office Parlementaire d’Evaluation des Choix Scientifiques et Technologiques (OPECST), Französisches Parlament[4]
- Büro für Technikfolgen-Abschätzung beim Deutschen Bundestag (TAB)[5]
- Greek Permanent Committee of Technology Assessment (GPTCA), Griechisches Parlament[6]
- Rathenau Instituut, Niederlande[7]
- Teknologirådet - Norwegian Board of Technology (NBT)[8]
- Stiftung für Technologiefolgen-Abschätzung (TA-SWISS), Schweiz[9]
- Parliamentary Office of Science and Technology (POST), Britisches Parlament[10]
- Consell Assessor del Parlament sobre Ciència i Tecnologia (CAPCIT) - The Advisory Board of the Parliament of Catalonia for Science and Technology[11], Katalanisches Parlament, Spanien
- Utvärderings- och forskningsfunktionen - The Parliamentary evaluation and research unit, Schwedisches Parlament[12]
- Institut für Technikfolgen-Abschätzung (ITA), Österreich[13]
- Oficina de Ciencia y Tecnología del Congreso de los Dispudados (Oficina C), Spanien[14]
- Cellule Scientifique de la Chambre des Députés, Luxemburg[15]

Derzeit gibt es 12 assoziierte Mitglieder:
- Unterausschuss für Wissenschaft und Ethik der Parlamentarischen Versammlung des Europarats, Straßburg[16]
- Biuro Analiz Sejmowych, Kancelaria Sejmu (BAS) - The Bureau of Research, Polnisches Parlament[17]
- Government Accountability Office (GAO), Center for Science, Technology and Engineering (CSTE) des Kongresses der Vereinigten Staaten[18]
- Spiral research centre - Université de Liège[19], Wallonien
- Teknologirådet - Danish Board of Technology Foundation (DBT)[20], Dänemark
- Parliamentary Technical Advisory (ATP) der Bibliothek des National Congress of Chile[21]
- Observatory of Technology Assessment (OAT)[22], Portugal
- Office for Information of Science and Technology (INCyTU) des Mexikanischen Congress[23], Mexico
- Research and Legislative Reference Bureau (RLRB), National Diet Library (NDL), Japan
- National Assembly Futures Institute (NAFI)[24], Korea
- Oficina Científica de Asesoramiento Legislativo (OCAL), Argentinien[25]
- Committee for the Future of the Seimas, Litauen[26]

## Aktivitäten
EPTA organisiert Jahreskonferenzen, die sich an parlamentarische Abgeordnete richten, und fördert aktiv die Zusammenarbeit zwischen ihren Mitgliedern, auch bisweilen in Form von gemeinsamen Projekten.
Auf der EPTA-Homepage werden alle TA-Projekte der Mitgliedseinrichtungen in einer umfangreichen Datenbank aufgelistet und zusammengefasst.